# Angry Birds Transformers
Angry Birds Transformers es un videojuego de la serie Angry Birds. Se estrenó el 25 de septiembre de 2014 en Canadá y Australia, el 15 de octubre de 2014 en App Store, y el 30 de octubre de 2014 en Google Play. El lanzamiento incluye la mercancía licenciada relacionada y una línea del juguete de Hasbro. El eslogan del juego es "Pájaros Disfrazados de Robots Disfrazados".

## Trama
La Chispa Oval se ha estrellado en la superficie de Isla Cerdito, afectando a los pájaros y los cerdos convirtiéndolos en los Transformers. Desafortunadamente, también ha convertido los huevos en robots, que están convirtiendo a todos los cerdos (excepto Rey, Capataz, Chef, Cabo, Raso y Profesor Cerdos) protagonistas en sus secuaces y convirtiendo los seres no vivientes en monstruos que quieren destruir la vida, reemplazándola con seres tecnológicos a través de la isla. Los Autopájaros y Decepticerdos deben poner sus diferencias a un lado para destruir a los cerdos transformados y para perseguir a los malvados huebots, en última instancia rescatando el destino de su patria.

## Jugabilidad
El objetivo es sobrevivir a través de la carrera, disparar contra cerdos, estructuras y objetivos y transformarse en vehículos, incluyendo coches, camiones, bicicletas, tanques y aviones (que se quedan a nivel del suelo) Y obtener buena salud para ese personaje. Los cerdos pueden ser eliminados disparando directamente a ellos, pero a veces es más fácil vencerlos disparando contra las estructuras o haciendo que TNT explote. Dado que el juego es un juego de desplazamiento lateral, los cerdos que han salido de la pantalla ya no pueden ser eliminados. El jugador puede usar los amigos de Facebook del usuario desbloqueando caracteres generados al azar para ayudar en un nivel por un tiempo limitado.
Las monedas se pueden recolectar durante las corridas, los cerdos popping y / o simplemente esperando y recogiendo las monedas que generan en el tiempo de las zonas liberadas. Algunos niveles o características sólo se pueden desbloquear cuando el jugador ha actualizado suficientes Transformers al nivel 15. [5]

## Telepods
El juego es el cuarto juego de la franquicia para ser compatible con Telepods de Angry Birds, una línea de juguete que también se utiliza en otros juegos de Angry Birds, tales como: Angry Birds Star Wars II, Angry Birds Go y Angry Birds Stella. [6] Al utilizar Telepods, puede convocar el Transformer del juguete, y aumentar su potencia o recargar su armadura. Es necesario escanear el código QR del juguete cada vez que la aplicación esté cerrada, ya que la aplicación "olvidará" los Telepods que el usuario ha escaneado previamente.

## Serie de cómics
En SDCC 2014, IDW Publishing y Rovio anunciaron una serie de libros de historietas de crossover de Angry Birds Transformers; Fue escrito por John Barber y el arte por Marcelo Ferreira y publicado a principios de 2015 como una miniserie de cuatro números. [7]

## Recepción
Angry Birds Transformers ha recibido críticas generalmente positivas, con una puntuación en Metacritic de 72/100 basado en 13 revisiones. El Guardian elogió que el juego atrae a los fanes de Transformers, mientras que también proporciona más pruebas de que los Angry Birds pueden encajar perfectamente en nuevas historias y géneros de juego, mientras que la desventaja hay temporizadores de varias horas para actualizar un personaje, sin embargo gemas para actualizar al instante (lentamente ganado o comprado con dinero real) hacen que la actualización suceda al instante. [9]